# Artur Kyshenko
Artur "White" Kyshenko (língua ucraniana:Артур Кишенко;Odessa, 14 de novembro de 1986) é um lutador profissional de Muay Thai, na categoria de peso médio. Treina em Amesterdão, Holanda, no ginásio Mike´s Gym. A sua carreira desportiva no K-1 teve início quando ganhou o K-1 MAX East European GP Champion em 2006 e foi finalista em 2008 no K-1 World MAX.

## Biografia e Carreira
Artur Kyshenko começou por treinar boxe aos onze anos de idade. Contudo, um ano depois volta-se para o Muay Thai treinando no ginásio Captain Odessa na sua cidade natal Odessa, na Ucrânia, onde foi treinado pelo mestre P. A. Batrinu. Em 2003, com apenas 16 anos, participou no I.F.M.A. Amateur Muaythai World Championships realizado em Almaty, Cazaquistão. Nesse campeonato de Muay Thai conseguiu a medalha de bronze na categoria de 6.3,5 kg. No ano seguinte ganhou a medalha de ouro no campeonato europeu I.F.M.A. e tornou-se campeão mundial na Arte da Luta. Rapidamente foi-se tornando no jovem lutador mais promissor da Ucrânia. Essa perspetiva veio a ser reforçada mais ainda essa visão com as suas vitórias nos campeonatos nacionais de 2005 e 2006 e seus respectivos primeiros lugares.
Contudo não teria sido em 2006 que Artur se tornaria conhecido internacionalmente, com a estreia no evento de East Europe MAX 2006. Artur venceu o evento em Vilnius, Lituânia com um feito admirável derrobando os três adversários da noite, conseguindo o seu lugar reservado no K-1 MAX´s premier event. Não o bastante, ganhou também o primeiro lugar no circuito amador - com 71 kg no I.F.M.A. World Championships realizado em Banguecoque, Tailândia. Foi então que participou na final K-1 World MAX 2006 derrotando o astuto veterano e múltiplo campeão mundial Rayen Simson no combate de reserva.

## Títulos
Professional
- 2011 It's Showtime "Fast & Furious 70MAX" vice-campeão;
- 2008 K-1 World MAX Final Vice-campeão;
- 2006 K-1 East Europe MAX Campeão;
- 2004 Fighting Arts world Campeão.

### Amador
- 2010 SportAccord Jogos de combate e Pequim, China  -71 kg
- 2007 I.F.M.A. World Muay Thai Championships em Banguecoque, Tailândia  -71 kg
- 2006 I.F.M.A. World Muay Thai Championships em Banguecoque, Tailândia  -71 kg
- 2006 Ukrainian Muay Thai Championships em Odessa, Ucrânia  -71 kg
- 2005 Ukrainian Muay Thai Championships em Odessa, Ucrânia  -75 kg
- 2004 I.F.M.A. European Muay Thai Championships
- 2003 I.F.M.A. World Muay Thai Championships em Almaty, Cazaquistão  -63.5 kg